# X-artikeln

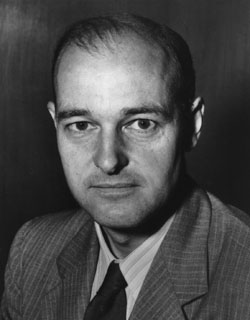
George F. Kennan.

X-artikeln, eller "The Sources of Soviet Conduct", publicerades i Foreign Affairs i juli 1947. Den undertecknades pseudonymt "X", men det var väl känt att den verkliga författaren var George F. Kennan, ställföreträdare för den amerikanska ambassadören i Moskva 1944-1946. Artikeln var en omarbetning av hans "långa telegram" från Moskva (22 februari 1946) och blev känd för att ha lagt fram uppdämningspolitiken.

## Långa telegrammet
I de två inledande delarna lade Kennan fram de föreställningar som skulle bli grund för USA:s politik i kalla kriget:
- Sovjetunionen upplevde sig självt som deltagare i ett permanent krig med den kapitaliska världen.
- Socialister och socialdemokrati uppfattades av Sovjetunionen som fiender, inte allierade.
- Sovjetunionen skulle stödja sig på kontrollerbara marxister i den kapitalistiska världen.
- Sovjetisk aggression utgick inte från det ryska folkets åsikter eller från ekonomisk verklighet, utan snarare från historisk rysk främlingsskräck och paranoia.
- Maktstrukturerna i den sovjetiska regeringen förhindrade en objektiv och riktig bild av både interna och externa realiteter.

I telegrammets tredje och fjärde delar förutspådde Kennan riktigt de flesta av de taktiker och strategier som Sovjetunionen skulle komma att använda under det kalla kriget.
I den femte delen redogjorde Kennan för sovjetiska sårbarheter och föreslog amerikansk strategi. Kennan menade att Sovjetunionen var känslig för påtryckningar, svagare än väst, sårbara för intern instabilitet och att sovjetisk propaganda var primärt negativ och destruktiv. Kennan förespråkade en sund bedömning; att den amerikanska allmänheten skulle upplysas av regeringen om den ryska situationen; att man löste interna problem i USA; att USA skulle lägga fram för andra nationer en positiv och konstruktiv bild av den värld man skulle vilja se; och förtroende för den västerländska modellens överlägsenhet. Dessa idéer var inte den totala summan av uppdämning men sammanfattade många av begreppets nyckelaspekter. Ordet "uppdämning" användes inte i telegrammet.

## Långa telegrammets betydelse
Telegrammet väckte stor uppmärksamhet i utrikesdepartementet och nådde Vita huset och försvarsdepartementet 1947. Det inspirerade till både Trumandoktrinen (1947) och NSC-68 (1950). Skillnaderna var dock stora jämfört med NSC-68 och militär upprustning rekommenderades t.ex. inte i Kennans telegram.